# Frank Hofmann (Politiker)

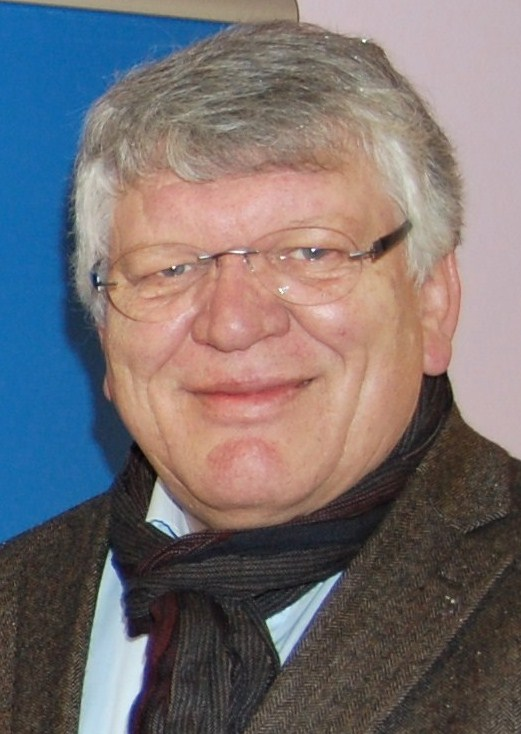
Frank Hofmann (2011)

Frank Hofmann (* 21. April 1949 in Schweinfurt) ist ein deutscher Politiker (SPD). Er war von 1994 bis 2013 Mitglied des Deutschen Bundestages.

## Leben
Hofmann begann nach dem Fachabitur ein Studium der Betriebs- und Volkswirtschaftslehre. Nach dem Abschluss als Diplomvolkswirt folgte der Zivildienst, anschließend begann er beim Bundeskriminalamt als Kriminaloberrat zu arbeiten. Dort wurde er Mitglied der Gewerkschaft der Polizei.

## Politik
Seit 1975 ist Hofmann Mitglied der SPD. 1994 wurde er das erste Mal über die bayerische Landesliste in den Bundestag gewählt. In seiner ersten Wahlperiode gehörte er dem Finanzausschuss als ordentliches Mitglied an. Nach seiner Wiederwahl bei der Bundestagswahl 1998, die wieder über die Landesliste der bayerischen SPD erfolgte, gehörte er dem 1. Untersuchungsausschuss an, der wegen der CDU-Spendenaffäre gegründet worden war. Er war ordentliches Mitglied des Innenausschusses.
Frank Hofmann war in der 17. Wahlperiode stellvertretender Vorsitzender des Bundestags-Innenausschusses. Sein Wahlkreis war Schweinfurt. Für den 18. Deutschen Bundestag ab Oktober 2013 kandidierte er nicht mehr. Er wurde stets über die Landesliste der SPD-Bayern gewählt. 
Nach seinem Ausscheiden aus dem Deutschen Bundestag war Hofmann in der 18. Wahlperiode (2013–2017) ordentliches Mitglied der G 10-Kommission, die im Zuge der Anwendung des Gesetzes zur Beschränkung des Brief-, Post- und Fernmeldegeheimnisses tätig ist.

## Auszeichnungen
- 2009: Bayerischer Verdienstorden